# John Thibaut
John Walter Thibaut (1917 – 1986) è stato un sociologo e psicologo statunitense.
Fu uno degli ultimi studenti di Kurt Lewin e, dopo un dottorato di ricerca al Massachusetts Institute of Technology, divenne professore all'Università del Nord Carolina.
È noto per la teoria degli scambi sociali, sviluppata assieme al suo collega Harold Kelley.

## Pubblicazioni
- John W. Thibaut e Harold H. Kelley, Psicologia sociale dei gruppi, Il Mulino, Bologna, 1959.

| Controllo di autorità | VIAF (EN) 34540861 · ISNI (EN) 0000 0001 0886 6683 · LCCN (EN) n50010122 · GND (DE) 1158883137 · BNF (FR) cb123888640 (data) · J9U (EN, HE) 987007463633405171 · NDL (EN, JA) 00516560 |